# Paracaedicia melanocondylea
Paracaedicia melanocondylea är en insektsart som beskrevs av Bolívar, I. 1902. Paracaedicia melanocondylea ingår i släktet Paracaedicia och familjen vårtbitare. Inga underarter finns listade i Catalogue of Life.